# Лубяной, Иван Андреевич
Иван Андреевич Лубяной (1909—1985) — участник Великой Отечественной войны, Герой Советского Союза, механик-водитель танка 4-го танкового полка (35-я механизированная бригада, 1-й механизированный корпус, 2-я гвардейская танковая армия, 1-й Белорусский фронт), старший сержант.

## Биография
Родился 25 октября 1909 года в селе Олехово Российской империи (позже Кедайнского района Литовской ССР, ныне — Литвы) в семье крестьянина. Русский.
Окончил среднюю школу (1926) и школу механиков (1932).
Работал механиком отделения учебно-опытного хозяйства.
В Красной Армии — с июля 1941 года. В боях Великой Отечественной войны тоже с этого времени. Член КПСС с 1941 года.
Механик-водитель танка танкового полка старший сержант Иван Лубяной 17 января 1945 года в бою за город Сохачев (Польша) гусеницами своего танка раздавил 2 противотанковых орудия, 3 миномета, 3 пулемётные точки и 11 автомашин. 18 января ворвался в город Лович (юго-западнее Варшавы), где уничтожил 5 орудий, 24 автомашины и много гитлеровцев.
В 1946 году старшина Лубяной был демобилизован. Жил в городе Зернограде Ростовской области. Работал на Северо-Кавказской машинно-испытательной станции начальником мастерской.
Умер 25 ноября 1985 года, похоронен в Зернограде.

## Награды
- Звание Героя Советского Союза с вручением ордена Ленина и медали «Золотая Звезда» Иванe Андреевичу Лубяному присвоено 24 марта 1943 года.
- Награждён орденом Ленина, двумя орденами Отечественной войны 1 степени, орденом Красной Звезды, а также медалями.
- Почётный гражданин города Зернограда.

## Память
- В Зернограде именем Героя названа одна из улиц.